# Поверхнева ультрафіолетова мікроскопія
Мікроскопія з ультрафіолетовим поверхневим збудженням — новий метод мікроскопії, який використовує неглибоке проникнення ультрафіолетових фотонів (230–300 нм). У порівнянні зі звичайними мікроскопами, які зазвичай вимагають розрізу, щоб виключити розмиті сигнали поза фокальною площиною, низька глибина проникнення обмежує об’єм збудження тонким шаром і усуває розріз тканини.

## Принцип роботи

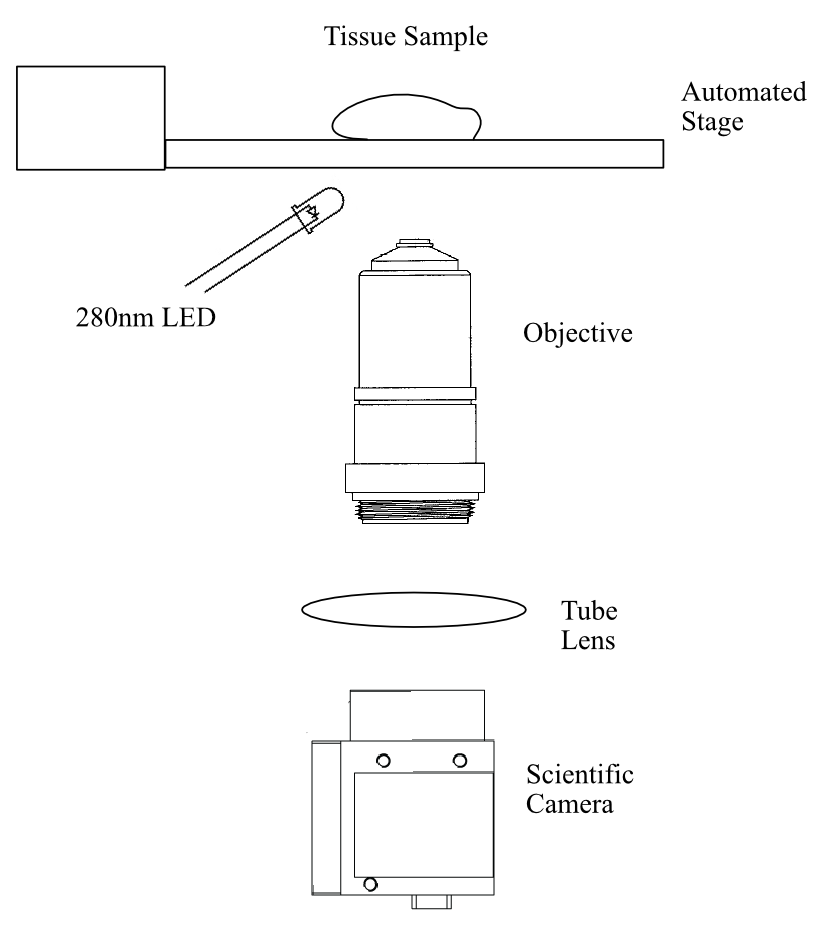
Схема роботи ультрафіолетової поверхневої мікроскопії

Робота мікроскопа заснована на конструкції перевернутого мікроскопа . Автоматизований сценічний майданчик використовується для запису укладанням мозаїки з окремих суміжних кадрів. Ультрафіолетові промені світлодіода фокусуються за допомогою сферичної сочки з короткою фокусною відстанню на поверхню зразка під косим кутом. Також треба розташувати ультрафіолетовий просвіт з того ж боку, що і камеру, оскільки стандартна мікроскопічна оптика погано пропускає ультрафіолетове світло. Дихроїчне дзеркало чи фільтр не потрібні, оскільки об’єктиви мікроскопа непрозорі для ультрафіолетових променів. Випромінюване флуоресцентне світло збирається за допомогою об’єктива з великою робочою дистанцією та фокусується за допомогою трубчастої лінзи на камері приладу зарядового зв'язку. Зразки занурюють в екзогенний барвник на 10 секунд, а потім швидко промивають у воді або фосфатно-сольовому буферному розчині. Отримані пофарбовані зразки генерують яскраві сигнали для прямої та інтерпретованої візуалізації через окуляр мікроскопа.

## Посилення контрасту
Попередня робота включає виявлення ендогенних флуоресцентних молекул у непошкоджених клінічних тканинах і тканинах людини для функціональної та структурної характеристики, яка обмежена відносно слабкою автофлуоресценцією, виявленою в тканинах. Однак використання яскравих екзогенних барвників може забезпечити значно більше пропускання світла, ніж автофлуоресцентний підхід.
Вивчені кілька барвників для застосування ультрафіолетової мікроскопії: еозин, родамін, DAPI, Hoechst, акридиновий апельсин, пропідій йодид, профлавін. Еозин і родамін забарвлюють цитоплазму та позаклітинний матрикс, роблячи видимою основну частину тканини. Hoechst
і DAPI яскраво флуоресціюють, коли зв’язані з ДНК, забарвлюючи ядра.

## Інноваційність і значимість
Діагностика за допомогою мікроскопа широко проводиться і є золотим стандартом у гістологічному аналізі. Однак ця процедура, як правило, вимагає ряду трудомістких лабораторних процедур, включаючи фіксацію, заливку в парафін, порізання та фарбування для виготовлення предметних шклів мікроскопа з оптично тонкими зразками (4-6 мкм). Основне значення системи ультрафіолетової мікроскопії полягає в її здатності створювати мікроскопічні зображення високої роздільної здатности з субклітинними функціями в економічний спосіб з меншими витратами та меншими вимогами до лабораторної експертизи. Завдяки ультрафіолетовому збудженню на глибині 280 нм і простому, але надійному апаратному дизайну метод може збирати флуоресцентні сигнали без необхідности використання методів флуоресцентної фільтрації чи складної математичної реконструкції зображення. Він має потенціал для створення високоякісних зображень, які містять більше інформації, ніж предметні шкла мікроскопа. Система здатна створювати зображення з різних типів тканин у різних розмірах.

## Використання
Система поверхневої ультрафіолетової мікроскопії в основному служить недорогою альтернативою традиційному гістологічному аналізу для діагностики раку за допомогою більш простих і менш трудомістких методів. Завдяки інтеграції мікроскопії та флюоресцентного фарбування свіжої тканини в автоматизовану оптичну систему загальний час отримання цифрових зображень із діагностичними цінностями можна значно скоротити до хвилин порівняно зі звичайною патологією, де загальна процедура може тривати від годин до днів. Методи кольорового відображення, які корелювали флуоресцентне фарбування з традиційним фарбуванням, надають патологам однакове візуальне представлення на основі існуючої системи знань без необхідности додаткового навчання розпізнаванню зображень.
Крім того, ця система також має великий потенціал для використання під час інтраопераційної консультації, методу, який виконується в лабораторії патологоанатомів, які досліджують мікроскопічні особливості тканини під час онкологічної хірургії, як правило, для швидкого виявлення ракового ураження. Він також може відігравати важливу роль у біологічних і медичних дослідженнях, які можуть вимагати дослідження клітинних особливостей зразків тканин. У майбутньому система може бути оптимізована, щоб додати більше функцій. Метод можна застосувати до базової біології, токсикології, сільського господарства, мікроанатомії та освіти.